# Idea
Idea (2. pád idey nebo ideje) je představa, myšlenka či nápad a záměr. Představovaná nebo zamýšlená dokonalá podoba takového záměru, k níž by praktická realizace měla směřovat nebo jíž se skutečnost poměřuje, se nazývá ideál.

## Etymologie
Pro porozumění významu slova idea je užitečné všimnout si blíže jeho původu. Oba řecké tvary, idea i eidos, souvisejí se slovesem eidein (vidět). Stejně jako jeho slovanský ekvivalent viděti, jako latinské videó nebo sanskrtské véda se odvozují od společného indoevropského kořene fid (veid). Sloveso patří k nejstarší vrstvě jazyka a je silně nepravidelné. Také v češtině existuje úzká etymologická souvislost mezi "vidět" a "vědět", stejně jako mezi řeckým eidein (vidět) a oida (vím).[ve zdroji nenalezeno]
Etymologie tedy naznačuje souvislost mezi tím, co vidíme a co víme, případně i co si představujeme, a všechny tyto významy mohou být ve slově idea zastoupeny. Od něho se pak odvozuje zdrobnělina eidólon (obrázek) a odtud slovo idol, modla. Na dubletě eidos je tato souvislost s viděním (eidein) i s tím, co vidíme – s podobou či tvarem – ještě zřetelnější.

## Idea v antické filosofii
Ve staré řečtině znamenalo slovo idea původně vzhled, podobu, která ovšem může také klamat. U Hérodota a Thúkydida znamená také souhrn charakteristických vlastností, druh. Do filosofického jazyka je zavedl patrně Démokritos, který mluvil o „dále nedělitelných tvarech“, řecky atomús ideas. V pozdější tradici je slovo nerozlučně spojeno s Platónem, i když u něho se patrně ještě nejednalo o technický termín a vedle něho používal i jiná slova jako synonyma. Jako skutečný termín jej patrně poprvé použil Cicero, který o Platónovi píše: „Tyto podoby (formy) věcí nazývá idejemi.“
Platón převzal Kratylovu myšlenku, že všechny smysly vnímatelné věci jsou v neustálém pohybu, a tedy se nedají s jistotou a spolehlivě poznávat. Poznat neznamená jen uvidět, ale právě také určit, zařadit a pojmenovat. Tak člověk „pozná“ koně, i když neví, komu patří. Poznává ho podle známé podoby, vzhledu či vidu – podle ideje, kterou už měl. Idea je tedy především to, co nějakou věc činí touto věcí (koně koněm, stůl stolem), co spojuje (Platón ovšem říká „na čem se podílejí“) všichni koně, všechny stoly. Pro Platóna to ovšem není jen pojem, nýbrž i podstata a zejména vzor k napodobení. Poznat jednotlivou věc pak neznamená jen rozpoznat, jaká věc to je, nýbrž také zhodnotit, jak je daleko od své ideje, jak zaostává za svou dokonalostí.
Platón také soudil, že idea má jednak svoji vlastní charakteristiku (například koně), jednak se také podílí na jiných. V Ústavě si klade otázku, co to je, na čem se podílejí ideje, čili co je „nad nimi“; tak nakonec dospívá až k jediné „ideji dobra“, kterou zde přirovnává ke Slunci: tak jako Slunce osvětluje věci a dovoluje je vidět, podobně idea dobra je „to, co dodává poznávaným věcem pravdu a poznávajícímu schopnost ji poznat“, je to „příčina vědění a pravdy“.
Aristotelés vytýká Platónovi, že ideje oddělil od skutečných věcí „jakousi propastí“ (chórismos), takže jsou to u něho jen prázdná slova a metafory, a sám pak raději používá pojmy eidos (vzhled) nebo morfé (tvar, forma). Podle Aristotela je idea sjednocující kategorie, „jedno nad mnohým“.

## Jsou ideje skutečné?
Jedna z nejvýznamnějších diskusí, které se táhnou celými dějinami západní filosofie, se týká právě bytí, ontologického statutu toho, co takto sjednocuje mnohé. Platón byl patrně přesvědčen, že primát patří tomu, co je stálé, a tudíž i pochopitelné a srozumitelné, co lze spolehlivě poznat - a to je právě idea. Nejblíž k ní mají geometrická a matematická jsoucna, jež jsou sama idejemi. Ale i koně se neustále rodí a hynou, a přece jsou to stále koně; ne jako jedinci, ale jako druh a rod. Je to tedy „idea“ koně, k níž se vztahuje každé jisté a obecné poznání, včetně vědeckého. Odtud pak odvodil i přesvědčení, že „idea“ koně musí být první, protože každý kůň se na ní musí „podílet“, aby byl koněm.
Historičtí i soudobí nominalisté mohou namítnout, že představa, podle níž člověk „poznává“ koně, je prostě zobecnění či abstrakce z mnoha různých zkušeností s koňmi. To je už kritika Aristotelova, nicméně teprve nominalismus ji dovedl do důsledku tvrzením, že slovo, pojem, je jenom zvuk, který něco označuje a nic víc. Jenže to, co označujeme slovem, obecným jménem, často – zejména ve vědě - není jedna určitá věc, nýbrž zase celá třída, druh nebo rod, s Platónem řečeno idea.

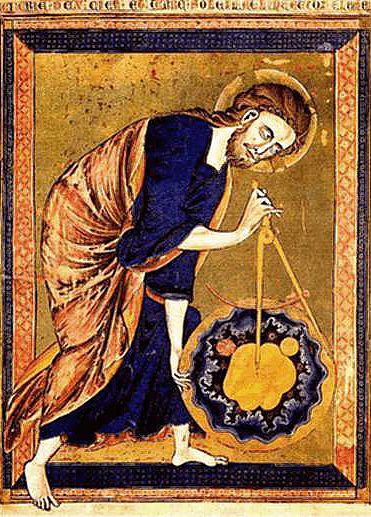
Stvořitel plánuje a rozměřuje svět (francouzský rukopis, kolem 1250)

## Ideje jako projekt světa
Podstatnou proměnu v chápání idejí způsobil – po vzoru Plótinově Augustinus, který ideje pokládal za myšlenky, představy Boží, podle nichž tvořil svět. „Ideje jsou jakési základní formy neboli stálé a neměnné důvody věcí v Boží mysli.“  Na tuto představu světa jako racionálního projektu Božího navazuje už v pozdním středověku představa matematických zákonitostí, podle nichž byl svět stvořen a jimiž se tudíž dá také popsat. Z této myšlenky vychází pak snaha objevit matematické zákony přírody jako ideje, podle nichž byl svět stvořen, matematická přírodní věda. „Kniha přírody je psána matematickými symboly“ (Galileo Galilei).
V novověkém filosofickém a vědeckém myšlení o přírodě se však už pojem ideje nepoužívá a slovo pak znamená prostě myšlenku. Přechod je patrný například u Tomáše Akvinského, který ještě píše o idejích jako představách Božích, jimiž se řídilo stvoření světa, používá však slovo idea i v obecném významu „myšlenka“.[zdroj?] Tento význam pak postupně převážil, až u Descarta „idea“ není nic jiného než prostě jakýkoli obsah mysli. Stejně je tomu u J. Locka a dalších.
V německém idealismu se pojem idea používá pro nutné rozumové pojmy, vůdčí principy jednání a myšlení. U I. Kanta jsou to například regulativní ideje svobody nebo věčnosti.

## Geny a mémy
Primát „idejí“ před jednotlivými jsoucny v nové podobě (a pod novými názvy) oživila genetika a evoluční biologie, která nezkoumá jednotlivce, nýbrž pouze populace a jedince pokládá jen za nositele genomu jakožto trvalé „ideje“ rodu. Richard Dawkins tento přístup rozšířil i na nehmotná, kulturní a myšlenková témata, která se reprodukují, šíří a soutěží s jinými, a nazval je mem.